# 카포트

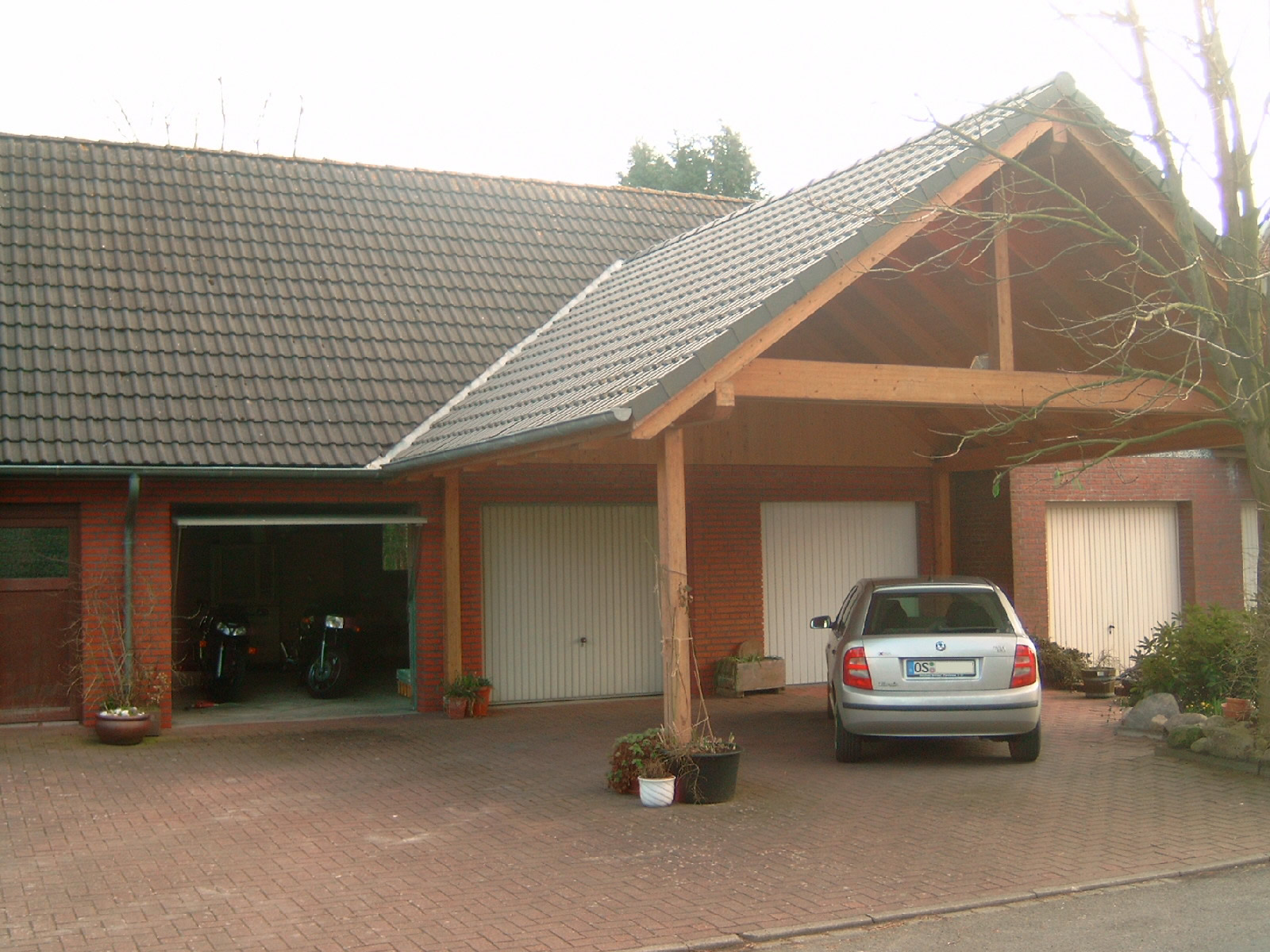

카포트(Carport) 또는 간이 차고는 비와 눈으로부터 차량, 주로 자동차를 제한적으로 보호하는 데 사용되는 지붕이 있는 구조물이다. 구조는 독립형이거나 벽에 부착될 수 있다. 대부분의 구조물과 달리 카포트에는 4개의 벽이 없으며 일반적으로 1개 또는 2개의 벽이 있다. 카포트는 차고보다 보호 기능이 떨어지지만 환기가 더 많이 가능하다. 특히 카포트는 앞 유리에 성에가 생기는 것을 방지한다. "이동식" 및 "폐쇄된" 카포트는 표준 카포트와 동일한 목적을 갖는다. 그러나 제거/재배치될 수 있으며 일반적으로 관형 강철로 프레임되어 있으며 벽을 포함하여 전체 프레임을 둘러싸는 캔버스 또는 비닐 유형 덮개가 있을 수 있다. 일반적으로 구조물에 부착되지 않거나 말뚝으로 고정되는 영구적인 수단으로 고정되지 않는 접근 가능한 전면 출입구 또는 개방형 출입구가 있을 수 있다. 이는 차량 및 동력 장비를 수용하는 주요 목적(텐트는 사람을 보호하는 것임)이라는 점에서 텐트와 구별된다.